# السياحة في لاتفيا
السياحة في لاتفيا في عام 2018، تم تسجيل 2.8 مليون زائر بزيادة قدرها 8٪ مقارنة بعام 2017. في عام 2016، ساهمت السياحة بنسبة 4.5% من القيمة المضافة الإجمالية في لاتفيا، وبلغت إيراداتها التصديرية 1.3 مليون يورو، كما شكلت الصناعات المرتبطة بالسياحة 8.5% من إجمالي العمالة، أو 77100 وظيفة في المجموع. قد رافق ذلك نمو كبير في عدد الفنادق وأماكن الإقامة في لاتفيا، حيث ارتفع بنسبة 37% من 607 في عام 2018 إلى 831 في عام 2018، وفقًا لتقرير منظمة التعاون الاقتصادي والتنمية لعام 2020. يأتي معظم السياح إلى لاتفيا من الدول المجاورة، وخاصة روسيا وألمانيا ودولتي البلطيق الأخريين، إستونيا وليتوانيا. بقي معظم السياح في ريغا، العاصمة الوطنية. مع ذلك، شهدت السياحة الداخلية تراجعا في لاتفيا، مع تقلص عدد اللاتفيين الراغبين في السفر إلى الخارج.
تدير وزارة الاقتصاد سياسة السياحة في لاتفيا، كما حددها قانون السياحة لعام 1998، وتمتلك وكالة الاستثمار والتنمية في لاتفيا، وهي المنظمة المسؤولة عن سن سياسة السياحة في لاتفيا. بلغ إجمالي ميزانية السياحة في لاتفيا في عام 2018 2.6 مليون يورو، وهو ما يجمع بين التمويل من الدولة، وصندوق التنمية الإقليمية الأوروبي ، وبرنامج الوجهات الأوروبية للتميز . في عام 2014، وضعت وزارة الاقتصاد إرشادات تنمية السياحة 2014-2020، وهي خطة مماثلة لخطة التنمية السياحية الوطنية لإستونيا المجاورة، جنبًا إلى جنب مع استراتيجية تسويق السياحة 2018-23 لوكالة الاستثمار والتنمية، تهدف إلى زيادة المعرفة بلاتفيا كوجهة سياحية وإدارة السياحة في لاتفيا بشكل مستدام، وتثقيف قطاع الخدمات اللاتفي بشكل أفضل في إدارة السياحة.

## تاريخ
يبدأ تاريخ السياحة في لاتفيا الحديثة في المقام الأول مع استقلال البلاد عن الإمبراطورية الروسية. في عام 1929، أنشأت وزارات الداخلية والخارجية والمجلس المركزي للسكك الحديدية جمعية السياحة المركزية اللاتفية التي حولت الحركات السياحية السابقة إلى حد كبير لتتوافق مع المعايير الأوروبية الغربية، وبعد عامين، في عام 1931، تم إنشاء مكتب السياحة في وزارة الخارجية. بمرور الوقت، أصبحت لاتفيا الدولة الأكثر زيارة في منطقتي البلطيق والدول الاسكندنافية بلغ عدد السياح الأجانب في لاتفيا في عام 1931 85719، مقارنة بـ 40 ألفًا في ليتوانيا، و37470 في فنلندا، و71975 في النرويج. في عام 1937، كان هناك 185 فندقًا و68 نزلًا و441 منزلًا سياحيًا في لاتفيا، حيث أقام المسافرون لمدة 57279 ليلة.
بعد الحرب العالمية الثانية ودمج لاتفيا في الاتحاد السوفيتي، تم تأسيس مجلس السياحة والرحلات الجمهوري اللاتفي في عام 1946 وبدأ في إدارة السياحة في لاتفيا منذ عام 1962، جنبًا إلى جنب مع مساعدة وكالة السفر السوفيتية المملوكة للدولة حتى انهيار الاتحاد السوفيتي في عام 1991. أدى انهيار الاتحاد السوفييتي إلى إصلاحات واسعة النطاق داخل صناعة السياحة في لاتفيا. من عام 1993 إلى عام 2003، كانت مسؤولية السياحة في لاتفيا تقع على عاتق وزارة حماية البيئة والتنمية الإقليمية.

## تأثيرات تغير المناخ
إن تأثيرات تغير المناخ والاحتباس الحراري العالمي محسوسة في جميع أنحاء أوروبا، ولاتفيا ليست استثناءً. مع ذلك، من المتوقع أن يكون تأثير تغير المناخ في لاتفيا إيجابيا بالنسبة للاتفيا، ولأوروبا الوسطى والشرقية على نطاق أوسع بشكل عام. في المستقبل، على سبيل المثال، قد تتمكن دول البلطيق التي تتميز حتى الآن بالسياحة الثقافية والريفية من جذب المزيد من السياح القادمين إلى شواطئ البحر.

## المعالم السياحية البارزة

#### المنتزهات الوطنية

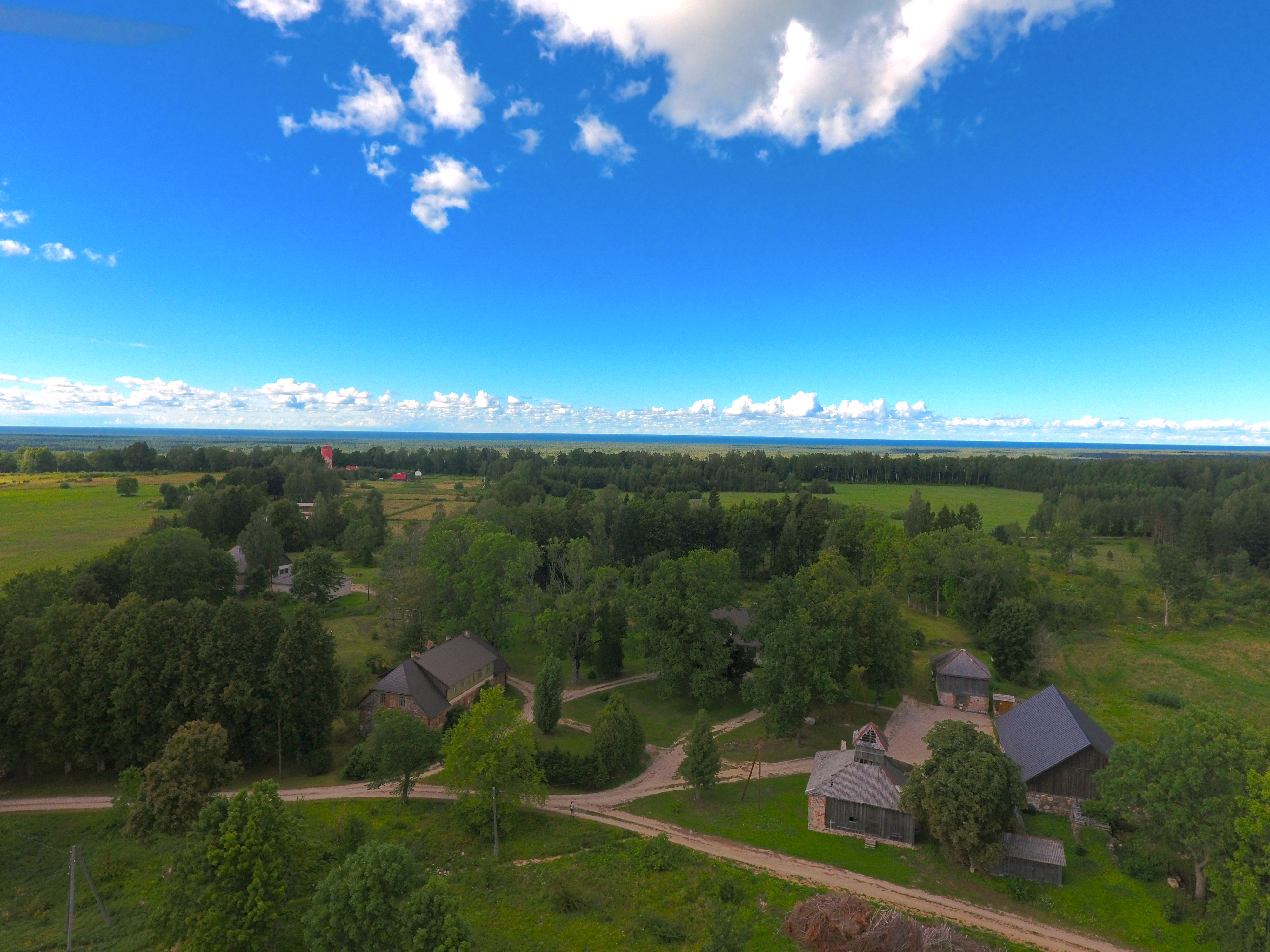
منتزه سيليتري الوطني

- حديقة جوجا الوطنية.
- منتزه سليتيري الوطني.
- حديقة كيميري الوطنية.
- منتزه سيليتري الوطنيمنتزه رازنا الوطني.

## مواقع التراث العالمي لليونسكو
- الوسط التاريخي في ريغا
- كولديجا
- قوس ستروف الجيوديسي